# 빅토리아랜드

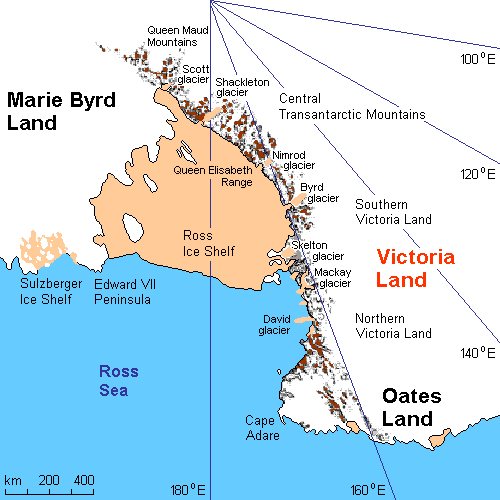
맥머도 드라이 밸리

빅토리아랜드(Victoria Land)는 동남극 쪽의 한 지역을 말한다. 영국의 빅토리아 여왕의 이름을 따서 명명되었다. 동쪽으로는 로스해가 서쪽으로는 윌크스 랜드가있다. 맥머도 드라이 밸리, 남극횡단산지를 포함한다.